# Traeth Coch
Traeth Coch (ibland på engelska, Red Wharf Bay) är en vik i Storbritannien.   Den ligger i riksdelen Wales, i den sydvästra delen av landet, 300 km nordväst om huvudstaden London.